# Theme from Harry's Game
"Theme from Harry's Game" is een nummer van de Ierse band Clannad. Het nummer verscheen op hun album Magical Ring uit 1983. In oktober 1982 werd het nummer uitgebracht als de eerste single van het album.

## Achtergrond
"Theme from Harry's Game" is geschreven door groepsleden Pól en Ciarán Brennan en geproduceerd door Richard Dodd. Het nummer is geschreven voor de miniserie Harry's Game, die in oktober 1982 door Yorkshire Television werd gemaakt en door ITV werd uitgezonden. De tekst is geschreven in het Iers, en het nummer is de enige top 5-hit in het Verenigd Koninkrijk die volledig in deze taal is gezongen. De tekst gaat over The Troubles in Noord-Ierland; bandlid Moya Brennan legde uit dat de tekst afkomstig is van een oude tekst uit de County Galway en dat het uitlegt dat in oorlog en geweld geen enkele kant de winnaar kan zijn. Het refrein, "Fol lol the doh fol the day, Fol the doh fol the day", is afkomstig uit de zogeheten puirt à beul, te vertalen naar het Nederlands als "mondmuziek", wat veel voorkomt in traditionele muziek.
"Theme from Harry's Game" bereikte de vijfde plaats in het Verenigd Koninkrijk in november 1982. Ook in Ierland werd het een grote hit en bereikte het de tweede plaats. In Nederland kwam het nummer in eerste instantie tot de vijftiende plek in de Top 40 en de achttiende positie in de Nationale Hitparade. In 1992 werd het nummer gebruikt in de film Patriot Games, waarop het opnieuw als single werd uitgebracht. Hiermee werden in Nederland de noteringen verbeterd naar een negende plaats in de Top 40 en een achtste plaats in de Mega Top 50, terwijl in Vlaanderen voor het eerst de hitlijsten werd bereikt met een 42e positie in de Ultratop 50. Het nummer ontving een Ivor Novello Award en een Billboard Music Award in de categorie "World Music Song of the Year".
"Theme from Harry's Game" is gecoverd door een aantal artiesten. Phil Coulter heeft het tweemaal opgenomen, eenmaal solo en eenmaal met James Galway. Chicane gebruikte een sample voor zijn hit "Saltwater". Celtic Woman zette het op hun gelijknamige debuutalbum. Overige covers werden opgenomen door Ron van den Beuken en Deirdre Shannon. Verder werd in de jaren '80 van de twintigste eeuw veel gebruikt tijdens concerten van U2, die het aan het einde van hun concerten afspeelde; in de concertfilm U2 Live at Red Rocks: Under a Blood Red Sky is het zowel aan het begin als aan het eind van de film te horen. Ook is het gebruikt in het computerspel Civilization II.

## Hitnoteringen

### Nederlandse Top 40
| Hitnotering week 1 t/m 6: 10-09-1983 t/m 15-10-1983 Hitnotering week 7 t/m 15: 05-06-1993 t/m 31-07-1993 | Hitnotering week 1 t/m 6: 10-09-1983 t/m 15-10-1983 Hitnotering week 7 t/m 15: 05-06-1993 t/m 31-07-1993 | Hitnotering week 1 t/m 6: 10-09-1983 t/m 15-10-1983 Hitnotering week 7 t/m 15: 05-06-1993 t/m 31-07-1993 | Hitnotering week 1 t/m 6: 10-09-1983 t/m 15-10-1983 Hitnotering week 7 t/m 15: 05-06-1993 t/m 31-07-1993 | Hitnotering week 1 t/m 6: 10-09-1983 t/m 15-10-1983 Hitnotering week 7 t/m 15: 05-06-1993 t/m 31-07-1993 | Hitnotering week 1 t/m 6: 10-09-1983 t/m 15-10-1983 Hitnotering week 7 t/m 15: 05-06-1993 t/m 31-07-1993 | Hitnotering week 1 t/m 6: 10-09-1983 t/m 15-10-1983 Hitnotering week 7 t/m 15: 05-06-1993 t/m 31-07-1993 | Hitnotering week 1 t/m 6: 10-09-1983 t/m 15-10-1983 Hitnotering week 7 t/m 15: 05-06-1993 t/m 31-07-1993 | Hitnotering week 1 t/m 6: 10-09-1983 t/m 15-10-1983 Hitnotering week 7 t/m 15: 05-06-1993 t/m 31-07-1993 | Hitnotering week 1 t/m 6: 10-09-1983 t/m 15-10-1983 Hitnotering week 7 t/m 15: 05-06-1993 t/m 31-07-1993 | Hitnotering week 1 t/m 6: 10-09-1983 t/m 15-10-1983 Hitnotering week 7 t/m 15: 05-06-1993 t/m 31-07-1993 | Hitnotering week 1 t/m 6: 10-09-1983 t/m 15-10-1983 Hitnotering week 7 t/m 15: 05-06-1993 t/m 31-07-1993 | Hitnotering week 1 t/m 6: 10-09-1983 t/m 15-10-1983 Hitnotering week 7 t/m 15: 05-06-1993 t/m 31-07-1993 | Hitnotering week 1 t/m 6: 10-09-1983 t/m 15-10-1983 Hitnotering week 7 t/m 15: 05-06-1993 t/m 31-07-1993 | Hitnotering week 1 t/m 6: 10-09-1983 t/m 15-10-1983 Hitnotering week 7 t/m 15: 05-06-1993 t/m 31-07-1993 | Hitnotering week 1 t/m 6: 10-09-1983 t/m 15-10-1983 Hitnotering week 7 t/m 15: 05-06-1993 t/m 31-07-1993 | Hitnotering week 1 t/m 6: 10-09-1983 t/m 15-10-1983 Hitnotering week 7 t/m 15: 05-06-1993 t/m 31-07-1993 | Hitnotering week 1 t/m 6: 10-09-1983 t/m 15-10-1983 Hitnotering week 7 t/m 15: 05-06-1993 t/m 31-07-1993 |
| Week | 1 | 2 | 3 | 4 | 5 | 6 | | 7 | 8 | 9 | 10 | 11 | 12 | 13 | 14 | 15 | |
| --- | --- | --- | --- | --- | --- | --- | --- | --- | --- | --- | --- | --- | --- | --- | --- | --- | --- |
| Positie                                                                                                  | 28 | 20 | 15 | 15 | 25 | 37 | uit | 37 | 24 | 15 | 10 | 9 | 9 | 11 | 16 | 31 | uit |

### Nationale Hitparade/Mega Top 50
| Hitnotering week 1 t/m 5: 24-09-1983 t/m 22-10-1983 Hitnotering week 6 t/m 15: 05-06-1993 t/m 07-08-1993 | Hitnotering week 1 t/m 5: 24-09-1983 t/m 22-10-1983 Hitnotering week 6 t/m 15: 05-06-1993 t/m 07-08-1993 | Hitnotering week 1 t/m 5: 24-09-1983 t/m 22-10-1983 Hitnotering week 6 t/m 15: 05-06-1993 t/m 07-08-1993 | Hitnotering week 1 t/m 5: 24-09-1983 t/m 22-10-1983 Hitnotering week 6 t/m 15: 05-06-1993 t/m 07-08-1993 | Hitnotering week 1 t/m 5: 24-09-1983 t/m 22-10-1983 Hitnotering week 6 t/m 15: 05-06-1993 t/m 07-08-1993 | Hitnotering week 1 t/m 5: 24-09-1983 t/m 22-10-1983 Hitnotering week 6 t/m 15: 05-06-1993 t/m 07-08-1993 | Hitnotering week 1 t/m 5: 24-09-1983 t/m 22-10-1983 Hitnotering week 6 t/m 15: 05-06-1993 t/m 07-08-1993 | Hitnotering week 1 t/m 5: 24-09-1983 t/m 22-10-1983 Hitnotering week 6 t/m 15: 05-06-1993 t/m 07-08-1993 | Hitnotering week 1 t/m 5: 24-09-1983 t/m 22-10-1983 Hitnotering week 6 t/m 15: 05-06-1993 t/m 07-08-1993 | Hitnotering week 1 t/m 5: 24-09-1983 t/m 22-10-1983 Hitnotering week 6 t/m 15: 05-06-1993 t/m 07-08-1993 | Hitnotering week 1 t/m 5: 24-09-1983 t/m 22-10-1983 Hitnotering week 6 t/m 15: 05-06-1993 t/m 07-08-1993 | Hitnotering week 1 t/m 5: 24-09-1983 t/m 22-10-1983 Hitnotering week 6 t/m 15: 05-06-1993 t/m 07-08-1993 | Hitnotering week 1 t/m 5: 24-09-1983 t/m 22-10-1983 Hitnotering week 6 t/m 15: 05-06-1993 t/m 07-08-1993 | Hitnotering week 1 t/m 5: 24-09-1983 t/m 22-10-1983 Hitnotering week 6 t/m 15: 05-06-1993 t/m 07-08-1993 | Hitnotering week 1 t/m 5: 24-09-1983 t/m 22-10-1983 Hitnotering week 6 t/m 15: 05-06-1993 t/m 07-08-1993 | Hitnotering week 1 t/m 5: 24-09-1983 t/m 22-10-1983 Hitnotering week 6 t/m 15: 05-06-1993 t/m 07-08-1993 | Hitnotering week 1 t/m 5: 24-09-1983 t/m 22-10-1983 Hitnotering week 6 t/m 15: 05-06-1993 t/m 07-08-1993 | Hitnotering week 1 t/m 5: 24-09-1983 t/m 22-10-1983 Hitnotering week 6 t/m 15: 05-06-1993 t/m 07-08-1993 |
| Week | 1 | 2 | 3 | 4 | 5 | | 6 | 7 | 8 | 9 | 10 | 11 | 12 | 13 | 14 | 15 | |
| --- | --- | --- | --- | --- | --- | --- | --- | --- | --- | --- | --- | --- | --- | --- | --- | --- | --- |
| Positie                                                                                                  | 29 | 20 | 18 | 31 | 45 | uit | 50 | 23 | 13 | 9 | 8 | 14 | 17 | 19 | 22 | 38 | uit |

### NPO Radio 2 Top 2000
| Nummer met noteringen in de NPO Radio 2 Top 2000 | '99 | '00 | '01 | '02 | '03 | '04 | '05 | '06 | '07 | '08 | '09 | '10  | '11  | '12  | '13  | '14  | '15  | '16  | '17  | '18  | '19  | '20  | '21 | '22  | '23  | '24  |
| ------------------------------------------------ | --- | --- | --- | --- | --- | --- | --- | --- | --- | --- | --- | ---- | ---- | ---- | ---- | ---- | ---- | ---- | ---- | ---- | ---- | ---- | --- | ---- | ---- | ---- |
| Theme from Harry's Game                          | 253 | 309 | 414 | 417 | 457 | 531 | 646 | 704 | 785 | 605 | 996 | 1011 | 1019 | 1348 | 1238 | 1069 | 1212 | 1188 | 1208 | 1416 | 1571 | 1566 | 965 | 1407 | 1391 | 1637 |

1. ↑  Een vetgedrukt getal geeft de hoogste notering aan.

- MusicBrainz work: 9faba41d-d19d-3d3a-adb8-d92ad9ec5c2e